# Alfonso Barasoain Carrillero
Alfonso Barasoain Carrillero (28 de gener de 1958 - 25 de maig de 2021) va ser un entrenador i exjugador de futbol basc que va jugar com a migcampista.